# Libotov
Libotov (deutsch Liebthal) ist eine Gemeinde in Tschechien. Sie liegt drei Kilometer südlich von Dvůr Králové nad Labem und gehört zum Okres Trutnov.

## Geographie
Der Ort befindet sich im Gebiet des Höhenrückens Zvičinský hřbet am Berg Hřibojedský vrch (425 m). Nördlich fällt der Höhenrücken steil ins Elbtal ab, entlang dieses Abfalls führt die Eisenbahnstrecke von Jaroměř nach Stará Paka, deren nächste Station in Dvůr Králové nad Labem liegt. Östlich liegt der Wald Nový les mit der von Matthias Bernhard Braun geschaffenen Naturgalerie Betlém.
Nachbarorte sind Sylvárov im Norden, Žirecká Podstráň im Nordosten, Hřibojedy im Südosten, Malé Hřibojedy und Hvězda im Süden, Dubenec im Südwesten, Velehrádek und Doubravice im Westen sowie Malý Libotov im Nordwesten.

## Geschichte
Die erste urkundliche Erwähnung von Libotov stammt aus dem Jahre 1289.
1869 hatte das Dorf 469 Einwohner; 1930 waren es 370.

## Gemeindegliederung
Für die Gemeinde Libotov sind keine Ortsteile ausgewiesen. Zu Libotov gehört die Ortslage Malý Libotov.

## Sehenswürdigkeiten
- Kapelle Maria Siebenschmerzen